# Chã de Igreja
Chã de Igreja (crioll capverdià Txan d Igreja) és una vila al nord de l'illa de Santo Antão a l'arxipèlag de Cap Verd. Està situada vora la costa nord de l'illa, a la vall del rierol Ribeira da Garça. És 19 km al nord-oest de la capital de l'illa Porto Novo. I un kilòmetre al nord hi ha la petita vila d'estiu de Cruzinha.